# Fästningsartilleri
Fästningsartilleri är artilleri avsett  för fästningsförsvar − landfästningsartilleri eller kustfästningsartilleri. I fästningsartilleriet ingår både fast uppställda och rörliga  pjäser. De fasta pjäserna är ofta uppställda i pansartorn och är sammanförda i fort (fästen) och batterier. De rörliga var i regel tunga fältpjäser, huvudsakligen för försvaret av förterrängen. Bodens fästning är en typisk artillerifästning. Genom försvarsbeslutet 2000 avvecklades fästningsartilleret i Sverige.